# Bellac
Bellac (okzitanisch Belac) ist eine französische Gemeinde mit 3569 Einwohnern (Stand 1. Januar 2022) im Département Haute-Vienne in der Region Nouvelle-Aquitaine; sie ist Verwaltungssitz des Arrondissements Bellac und Hauptort des Kantons Bellac.

## Geschichte
In der ersten Hälfte des 10. Jahrhunderts baute Boso der Alte, Graf von La Marche auf einem Felssporn oberhalb des Vincou eine nicht mehr erhaltene Burg. Hier entwickelte sich der Ort Bellac, der im 12. Jahrhundert von Graf Aldebert III. Stadtrechte erhielt. 1531 fiel Bellac an die Krone.

### Bellac im Zweiten Weltkrieg
Am 22. August 2020 schrieb Pascal Coussy: „Im Limousin dienten während des gesamten Kriegs die Gefängnisse von Guéret, Limoges, Bellac, Tulle und Brive auch als Internierungs- oder Transitlager für Feinde und Opfer des Vichy-Regimes und der Nazi-Besatzer.“ Es ist einer der wenigen Hinweise darauf, dass während des Zweiten Weltkriegs auch in Bellac Internierungen stattfanden, aber leider enthält auch der lesenswerte Artikel von Coussy keine Details über Bellac.
Ob tatsächlich „während des gesamten Krieges“, wie Coussy schrieb, ein Lager in Bellac existierte, ist nicht dokumentiert. Detailliertere Informationen liegen aber vor für die Zeit von August 1940 bis Dezember 1942. In diesem Zeitraum befand sich in Bellac beziehungsweise in dem zu Bellac gehörenden Weiler  Saint-Saveur (Lage) ein Lager für Fremdarbeiter.:S. 566
In Bellac war die Compagnie de Travailleurs Étrangers 313 (CTE, Fremdarbeiterkompagnie) stationiert, die spätere GTE 313 (Groupe de Travailleurs Étrangers (Fremdarbeitergruppe)). Ihr gehörten überwiegend oder ausschließlich Deutsche und Österreicher an, in der Regel Emigranten. Sie wurden, sofern sie körperlich dazu in der Lage waren, gegen eine geringe Entlohnung in der Forstwirtschaft eingesetzt.:S. 135 In einem weiteren Aufsatz spricht Eggers von 265 Männern, die der GTE 313 angehörten, eine Zahl, die die Fondation pour la Mémoire de la Déportation zum Stichtag 15. Juli 1941 ebenfalls anführt. Am 2. November 1942 hätten der Einheit nur noch 118 Personen angehört; 12 seien im 4. Quartal 1942 desertiert.
Im Dezember 1942 wurde die GTE 313 nach Pierre-Buffière verlegt.
Bellac war ab 1940 – mit Unterbrechungen – Wohnsitz der deutschen Emigranten Adolf Moritz Steinschneider und Eva Steinschneider und deren gemeinsamer Tochter Marie-Louise.
Adolf Moritz Steinschneider wurde am 11. Juni 1944 in der Nähe von Bellac von Soldaten der SS-Division „Das Reich“, die am Vortag das Massaker von Oradour verübt hatten, verschleppt und ermordet.

## Bevölkerungsentwicklung
- 1962: 4783
- 1968: 5240
- 1975: 5360
- 1982: 5079
- 1990: 4924
- 1999: 4576

## Verkehr
Bellac hat einen Bahnhof an der Bahnstrecke Le Dorat–Limoges-Bénédictins und wird im Regionalverkehr von Zügen des TER Nouvelle-Aquitaine bedient.

## Sehenswürdigkeiten
- Kirche Notre-Dame (12. und 14. Jahrhundert)
- Alte Brücke

## Persönlichkeiten
- Jean Giraudoux (1882–1944), Berufsdiplomat und Schriftsteller
- Marcel Roux (1909–1993), Architekt und Stadtplaner
- Agnès Clancier (* 1963), Schriftstellerin